# Alario-kanarie
De alario-kanarie (Serinus alario) is een zangvogel uit de familie van de vinkachtigen (Fringillidae).

## Verspreiding en leefgebied
Deze soort komt voor in Zuid-Afrika en telt twee ondersoorten:
- Serinus alario leucolaemus: zuidelijk Namibië, noordwestelijk en westelijk centraal Zuid-Afrika.
- Serinus alario alario: westelijk en centraal Zuid-Afrika en Lesotho.